# Kachi Asatiani
Kachi Asatiani (Georgisch: კახი ასათიანი, Russisch: Кахи Асатиани) (Telavi, 1 januari 1947 – Tbilisi, 20 november 2002) is een voormalig voetballer en trainer uit de Sovjet-Unie van Georgische afkomst.

## Biografie
Asatiani speelde zijn hele carrière voor Dinamo Tbilisi. In 1973 blesseerde hij zich zwaar en kwam nooit meer echt in vorm, waardoor hij zijn carrière al op 28-jarige leeftijd beëindigde. 
Hij speelde ook zestien wedstrijden voor het nationale elftal en nam deel aan het EK 1968 en het WK 1970, waar hij scoorde tegen België. Van 1990 tot 2000 was hij voorzitter van de Georgische sportbond. Hierna werd hij vicevoorzitter van de Georgische vliegtuigmaatschappij Air Zena. 
Asatiani werd op 20 november 2002 in zijn auto doodgeschoten, de moord werd nooit opgehelderd. 